# La Barre-de-Semilly
La Barre-de-Semilly – miejscowość i gmina we Francji, w regionie Normandia, w departamencie Manche.
Według danych na rok 1990 gminę zamieszkiwało 656 osób, a gęstość zaludnienia wynosiła 85 osób/km² (wśród 1815 gmin Dolnej Normandii La Barre-de-Semilly plasuje się na 343. miejscu pod względem liczby ludności, natomiast pod względem powierzchni na miejscu 667.).